# Höfer (Eschede)
Höfer – dzielnica gminy samodzielnej Eschede w Niemczech, w kraju związkowym Dolna Saksonia, w powiecie Celle. Do 31 grudnia 2013 jako samodzielna gmina wchodziła w skład gminy zbiorowej Eschede.